# 蜥頭蛇綿鳚
蜥頭蛇綿鳚，為輻鰭魚綱鱸形目绵鳚亞目绵鳚科的其中一種，分布於東太平洋區，包括白令海、加拿大卑詩省、美國東岸、墨西哥下加利福尼亞北部等海域，屬深海底棲性魚類，棲息深度在水深200至2816公尺，體長可達42.2公分。

## 扩展阅读
維基物種上的相關：蜥頭蛇綿鳚